# Ángel de Peredo
Ángel de Peredo (Queveda, Castilla la Vieja, 1623 - Córdoba, Gobernación del Tucumán, 21 de marzo de 1677), fue un militar y funcionario español, que se desempeñó como gobernador de Chile entre 1662 y 1664 y como gobernador del Tucumán entre 1670 y 1674.

## Biografía
Ángel de Peredo nació en Queveda, Castilla la Vieja, en 1623. Fue caballero de la Orden de Santiago. Participó en las campañas de Flandes y Portugal, donde adquirió prestigio y fama de valiente.
Premiado por esos servicios, el rey Felipe IV lo designó gobernador de la provincia de Bracamoros (Perú). En 1662 fue designado como gobernador de Chile, donde se destacó en las guerras contra los araucanos. Durante su gobierno se fundó la ciudad de Lota (Santa María de Guadalupe). Más tarde fue designado como corregidor de Puno, donde salvó milagrosamente su vida, y luego de Valdivia.
En 1670 fue nombrado gobernador del Tucumán. Cuando finalizó su mandato en 1674, se radicó en la ciudad de Córdoba, donde falleció el 21 de marzo de 1677. Fue enterrado en el convento de la Compañía de Jesús.

## Gobierno del Tucumán (1670-1674)
Designado en 1668, asumió en Córdoba en mayo de 1670 y recibió el mando de su antecesor, Alonso Mercado y Villacorta, en Santiago del Estero en junio. En la oportunidad, Mercado y Villacorta le entregó un memorial en el que daba cuenta de la situación en que le dejaba la gobernación y las medidas y planes para con los indígenas y la defensa de Talavera de Esteco. Le informaba también de la pobreza de la región, las plagas que atacaban a los hombres y al campo.
La principal preocupación de Peredo fue la de reprimir a los aborígenes que atacaban Salta y Esteco y defender los pueblos. Además, efectuó exploraciones hasta el río Bermejo.
En 1670 una inundación se llevó la mitad de la iglesia Catedral de Santiago del Estero, que había sido refaccionada luego de la inundación de 1628. Esta situación fue aprovechada por los partidarios del traslado del obispado a otra ciudad (Córdoba) para insistir con sus pedidos al rey.
El 29 de marzo de 1671 el gobernador Peredo escribió una carta desde la ciudad de San Salvador de Jujuy, dirigida a la regente Mariana de Austria, en la que le informaba sobre el estado de las ciudades de la gobernación. Aconsejaba en la misma el traslado de San Juan de la Ribera al valle de Catamarca. Informaba también que luego de haber estado tres meses en Córdoba, había pasado por Santiago del Estero, a la que halló arruinada por las inundaciones provocadas por el río Dulce, que estuvo a punto de hacerla desaparecer. Le comunicaba también que su antecesor Mercado, reconociendo la miseria de la ciudad, intentó construir una acequia buscando una bocatoma a 6 leguas de distancia, aunque luego de intenso trabajo de un año y medio, mucho trabajo de indígenas y un gasto de más de 4000 pesos, se reconoció que era un esfuerzo infructuoso. Agregaba Peredo que si no se conseguía la acequia, sería imposible conservar la ciudad en ese sitio y que convendría mudarla a otro más cómodo. Efectuada la propuesta a los vecinos, estos la rechazaron ya que amaban al suelo donde nacieron. También sugería que se analice el traslado de la Catedral a otra ciudad, a causa de esas inundaciones.
Asimismo le hacía saber sobre los aborígenes del Tucumán, su estado de mal adoctrinados y la conveniencia de que visitase la gobernación un oidor de la Real Audiencia de Buenos Aires. Informó que de 12 000 indígenas que había, no quedaban más de 500. Se habllaban consumidos y sus pueblos disipados por las pestes que hubo en ese entonces, dificultando de esta manera su adoctrinamiento y enseñanza ya que apenas había pocos sacerdotes para administrarles los sacramentos.
En 1672, a raíz de su entrada al Chaco Gualamba, recibió acusaciones de haber violado su jurisdicción, ya que esa región no pertenecía a ninguna de las jurisdicciones que los españoles regían para entonces. Su solución fue dictar un auto el 14 de agosto de 1672 mediante el cual ese extenso territorio quedaba incorporado a la Gobernación del Tucumán.
En julio de 1673 realizó una campaña punitiva contra las tribus tobas y mocovíes, poniéndose al frente de más de 1000 soldados, entrada que llegó hasta el río Bermejo. Anexó toda la región para su gobierno y aprisionó a más de 500 indígenas y 400 familias, que luego repartió entre sus soldados y vecinos.
El 12 de septiembre de 1673, estando en Talavera de Esteco, regresando de la campaña contra los aborígenes del Chaco, el gobernador Peredo dispuso dar limosnas para la reedificación de dos iglesias que tenían las milagrosas imágenes de Nuestra Señora del Valle de Catamarca y la de Nuestra Señora de la Consolación de Sumampa.
En 1674, por Real Cédula se le hizo saber al gobernador que los aborígenes del Tucumán no debían ser esclavos y que los nuevos reducidos estaban exentos de tributos por veinte años. Más tarde, el Consejo de Indias también le recordó al gobernador que los indígenas de las reducciones debían ser libres y sus encomenderos gozar únicamente del tributo establecido, sin obligación alguna de servicio personal.

### Fin del mandato y juicio de residencia
Una vez que hubo terminado su función, el gobernador Ángel de Peredo recibió algunas acusaciones calumniosas que hicieron que el Consejo de Indias designara a un fiscal de la Audiencia de Buenos Aires para que le iniciara un juicio de residencia, por las siguientes denuncias:
- No construyó la cárcel de Santiago del Estero;
- Omitió visitar los pueblos de aborígenes;
- Nombró como tenientes de gobernadores de ciudades a ciudadanos de las mismas;
- Permitió sacar indígenas al Perú en arreo de tropas;
- Dejó pasar al Perú mercaderías de Castilla, estando ello prohibido;
- No desterró los delincuentes de las ciudades;
- Contrató y envió tropas de mulas al Perú;
- Entabló la guerra del Chaco sin autorización superior.

Finalmente, estos cargos fueron levantados por su predecesor, José de Garro, y fue absuelto en el juicio de residencia.